# Milan Menten
Milan Menten (Bilzen, 31 de octubre de 1996) es un ciclista profesional belga que compite con el equipo Lotto Cycling Team.

## Trayectoria
Tras correr con el equipo sub-23 del Lotto Soudal, en 2018 dio el salto al profesionalismo con el Sport Vlaanderen-Baloise. Se marchó en 2021 al Bingoal-WB, equipo con el que logró ganar una etapa en la CRO Race y varios puestos de honor en pruebas belgas antes de regresar al Lotto Dstny en 2023. En los primeros meses de esa temporada consiguió la victoria en Le Samyn.

## Palmarés
2021
- 1 etapa de la CRO Race

2022
- Gran Premio Villa de Lillers

2023
- Le Samyn

## Resultados en Grandes Vueltas
| Carrera | Carrera         | 2018 | 2019 | 2020 | 2021 | 2022 | 2023  | 2024 |
| ------- | --------------- | ---- | ---- | ---- | ---- | ---- | ----- | ---- |
|         | Giro de Italia  | —    | —    | —    | —    | —    | —     | —    |
|         | Tour de Francia | —    | —    | —    | —    | —    | —     | —    |
|         | Vuelta a España | —    | —    | —    | —    | —    | 142.º | —    |

—: no participa
Ab.: abandono

## Equipos
- Sport Vlaanderen-Baloise (2018-2020)
- Bingoal WB (2021-2022)
  - Bingoal-WB (2021)[5]
  - Bingoal Pauwels Sauces WB (2021[6] -2022)
- Lotto (2023-)
  - Lotto Dstny (2023-2024)
  - Lotto Cycling Team (2025-)